# Oración en el huerto (Andrea Mantegna, Tours)
La oración en el huerto es un pintura, al temple sobre tabla (71 cm x 94 cm), de Andrea Mantegna, datada en 1457-1459 y conservada en el Museo de Bellas Artes de Tours, Francia. El panel formaba parte originariamente de la predela del Retablo de San Zenón, junto con la Resurrección, en el mismo museo, y la Crucifixión, en el Louvre.

## Historia
El retablo fue comisionado antes de 1457, realizado en el taller de Padua del artista y enviado a Verona en 1459.
En 1797, durante el saqueo napoleónico, el retablo fue requisado y enviado a París al Museo Napoleón, futuro Louvre. Durante las restituciones de la Restauración (1815), se logró recuperar los tres paneles principales y la cornisa, pero la predela quedó en Francia, donde se encuentra todavía. Hoy en el sitio se ve una fiel copia moderna de la predela.

## Descripción y estilo
La escena tiene afinidad con la tabla de la Oración en el huerto de Londres, con Cristo también arrodillado sobre un espolón rocoso, parecido a un altar, mientras reza dirigido al ángel con el cáliz que baja del cielo y los tres apóstoles dormidos un poco más abajo delante (Pedro, Santiago el Mayor y Juan). En el resto de la pintura destaca un vasto paisaje, representado en los más mínimos detalles, con una ciudad amurallada sobre la colina a la izquierda, con una muralla inferior más antigua parcialmente derruida, que representa una Jerusalén ideal, rica en monumentos que recuerdan las ciudades italianas contemporáneas. Por el camino abajo está llegando el grupo de soldados para arrestar a Jesús, conducidos por Judas Iscariote.
Entre los numerosos detalles minuciosos, derivados de la imitación del arte flamenco, hay una fina cascada a la izquierda, el puentecillo de madera con una liebre, el árbol en primer plano, de extraordinario realismo, la fruta sobre las ramas.